# Stanisław Marek (biolog)
Stanisław Marek (ur. 26 lipca 1925 w Łodygowicach, zm. 7 lipca 2007 we Wrocławiu) – polski biolog, specjalista torfoznawstwa i karpologii.

## Życiorys
W 1946 rozpoczął studia na Wydziale Nauk Przyrodniczych Uniwersytetu i Politechniki we Wrocławiu. Przez wiele lat uczestniczył w badaniach torfowisk na Suwalszczyźnie, Białostocczyźnie, Warmii i Mazurach oraz na Pomorzu Środkowym, w Wielkopolsce, ziemi lubuskiej, a także Dolnym Śląsku, w akcji inwentaryzowania torfowisk Polski. Po habilitacji objął samodzielne stanowisko kierownika Zakładu Ekologii na Uniwersytecie Wrocławskim, gdzie jako profesor tytularny pracował do końca swojej aktywności naukowej, przerwanej nagłą, ciężką chorobą. Pochowany na Cmentarzu Osobowickim we Wrocławiu.

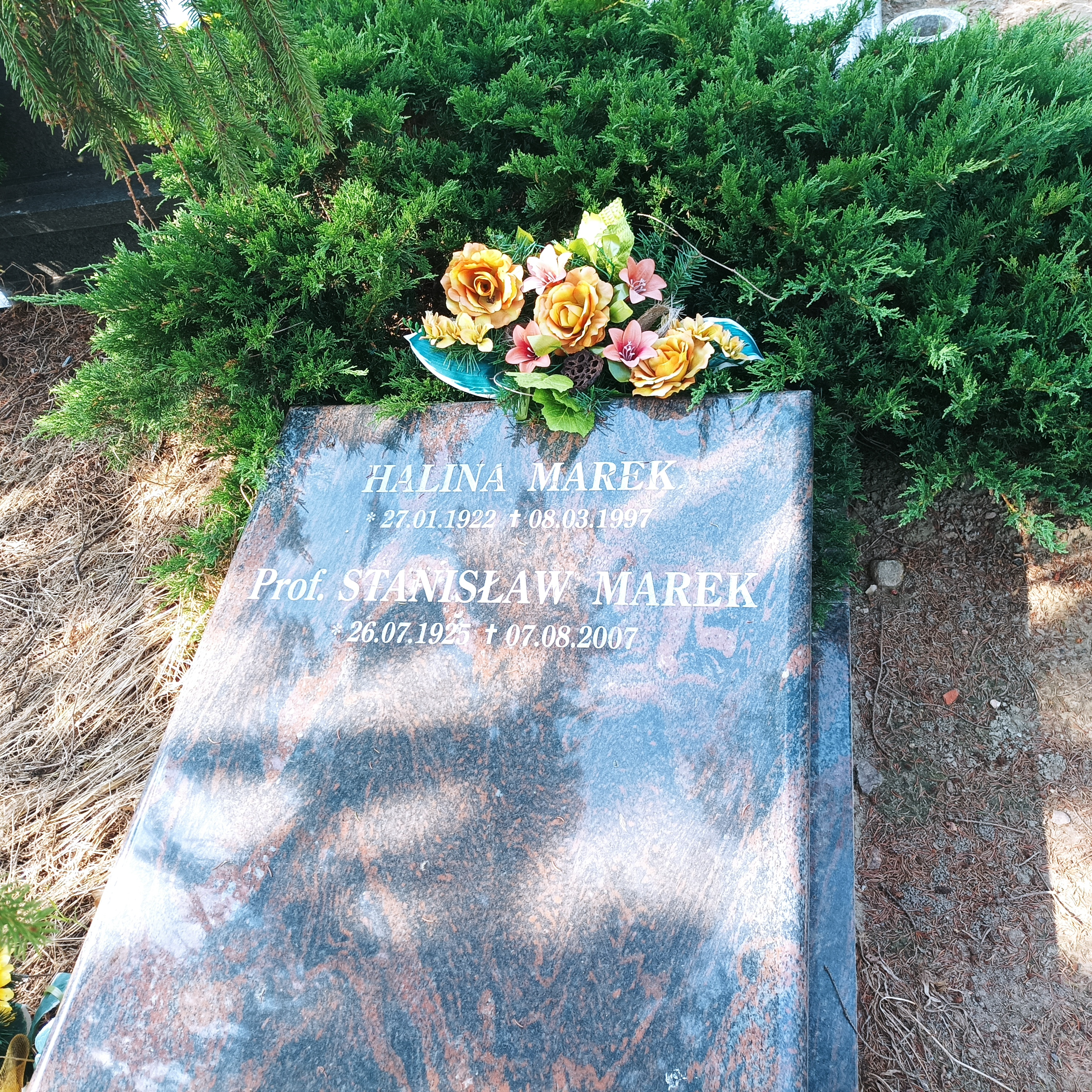
Grób prof. Stanisława Marka na Cmentarzu Osobowickim